# Karolina Johnsson
Karolina Johnsson, född 1965, är en svensk gemmolog som dömts till långt fängelsestraff i Thailand: 50 år för narkotikasmuggling. Straffet sänktes senare till 43 år 9 månader och 3 dagar.
Hon är dotter till diplomaten Lave Johnsson och var under många år känd i media som "diplomatdottern".
Hon satt de första fyra åren av sitt straff på Klong Prem fängelset utanför Bangkok innan hon år 1998 överfördes till Sverige och Hinsebergsanstalten. År 2006 blev hon villkorligt frigiven efter att ha avtjänat 12 år av sitt straff i fängelse. Hon har engagerat sig för att Sveriges avtal med Thailand om att svenska medborgare som överförts till svenska fängelser ska få sina straff omvandlade efter svenska straffsatser och att detta även ska gälla retroaktivt, det vill säga för dem som fängslats innan avtalet ingicks.
Johnssons öde är skildrat i ett stort antal artiklar samt journalisten Tina Frennstedts dokumentärroman Diplomatdottern: lång väg till frihet från 2006, och ett avsnitt av P3 dokumentär år 2012.